# Nate Carr
Nathaniel „Nate“ Carr (* 24. června 1960 Erie, USA) je bývalý americký zápasník, volnostylař. V roce 1988 na olympijských hrách v Soulu vybojoval bronzovou medaili v kategorii do 68 kg.
V roce 1983 vybojoval osmé a v roce 1990 páté místo na mistrovství světa.